# Mission Lescure
La Mission Lescure (ou Rapport Lescure) est une mission commanditée par la ministre de la Culture française Aurélie Filippetti au journaliste Pierre Lescure sur l'avenir de l'exception culturelle française dans le contexte numérique. La mission, lancée le 25 septembre 2012, a rendu ses recommandations le 13 mai 2013.
Les principales recommandations de la mission préconisent une taxe sur les terminaux connectés, tels les smartphones, et la disparition de la Haute Autorité pour la diffusion des œuvres et la protection des droits sur internet.
Le rapport Lescure prévoit également de conserver le mécanisme dit de « réponse graduée », l'une des mesures contestées de la Hadopi, et « d'assouplir » la chronologie des médias,.

## Contenu du rapport
Le document est constitué de deux tomes : le premier égrène 80 propositions, structurées en trois parties ; le second rappelle les périmètres de la mission, la méthodologie, et propose une synthèse des rencontres et déplacements effectués dans le cadre du rapport.

### La lettre de mission
Dans sa lettre de mission datant du 6 août 2012, la ministre de la culture, Aurélie Filippetti charge Pierre Lescure de formuler des propositions afin « d’inaugurer l’acte 2 de l’exception culturelle ». C’est pourquoi, dans sa méthodologie, l’auteur souligne que « les questions culturelles sans dimension numérique et, à l’inverse, les enjeux numériques excédant le champ culturel ont été considérés extérieurs au champ de la mission ».

### Introduction
En introduction, le rapport insiste sur le caractère « universel » de l’exception culturelle. Le document indique également que ses travaux s’inscrivent dans la perspective des accords en cours de négociation entre les États-Unis et l’Europe. De ces tractations, il faut selon lui retenir que « la culture sera reconnue comme un autre type de “production” et donc d’un “commerce” différent ».
Les principales propositions sont présentées et expliquées dans le Tome 1 du document.

### 1rePartie: accès des publics aux œuvres et offre culturelle en ligne
Avec cette première partie, Pierre Lescure part du constat que « l’offre culturelle en ligne peine toujours à satisfaire les attentes, très élevées, des internautes ». Face à cette réalité, il « plaide pour une plus grande segmentation de l’offre culturelle ». 

#### Dynamiser l’offre en améliorant la disponibilité numérique des œuvres

##### Promouvoir l’exploitation numérique des œuvres
L’homme de culture aperçoit dans le numérique un moyen pour diminuer le coût d’exploitation des œuvres. C’est pour cette raison qu’il encourage le Commissariat général à l’investissement de « poursuivre et d’amplifier la mise en œuvre des programmes de numérisation », entamés en collaboration avec le Centre national du cinéma et de l’image animée (CNC), le Centre national du livre (CNL) et de la Bibliothèque nationale de France (BnF). 
- Proposition n°2 : Conditionner la délivrance des aides publiques à la création ou à la numérisation à la garantie de la disponibilité de l’œuvre sur au moins un service culturel numérique conventionné.

##### Assouplir la chronologie des médias
Par ailleurs, l’expert mandaté par le gouvernement explique que « l’avènement du numérique interroge les équilibres de la chronologie ». Ainsi, il préconise « plusieurs adaptations [qui] permettraient d’introduire davantage de souplesse, de favoriser la circulation des œuvres et de décourager le piratage ».
- Proposition n°8 : Modifier la loi du 12 juin 2009, afin d’étendre le champ de l’accord à la chronologie de la vidéo physique.

#### Favoriser le développement d’un tissu de services culturels numériques innovants et porteurs de diversité culturelle
Pour parvenir au développement des services culturels numériques, 4 pistes sont mises en avant. Elles recoupent à la fois des enjeux relevant des politiques de l’emploi, et des politiques culturelles et industrielles. 

##### Remédier aux distorsions de concurrence
Dans le but d’assurer une concurrence libre et non faussée, le législateur devrait lutter contre « l’asymétrie des règles fiscales », et veiller à se prémunir des « distorsions de nature commerciale », en mettant en avant la notion juridique de « marché pertinent ».
- Proposition n°12 : Clarifier les marchés pertinents pour l’application du droit de la concurrence, en saisissant les autorités françaises et communautaires compétentes.

##### Adapter les dispositifs d’aide aux enjeux du numérique
Afin de permettre l’émergence de ces services culturels numériques, le rapport met en exergue les lacunes des aides au financement, régies en partie par « les contraintes imposées par la commission européenne ». Tandis que les règles continentales autorisent des aides à la « promotion de la culture », des blocages persistent lorsqu’il s’agit d’agir pour la diffusion des contenus. Outre des adaptations en la matière, l’auteur suggère de « s’appuyer sur l’Institut pour le financement du cinéma et des industries culturelles (IFCIC) ».  
- Proposition n°13 : Défendre auprès des instances européennes l’inclusion des aides à la diffusion et à la distribution (et plus particulièrement les aides aux services culturels numériques) dans les aides à la promotion de la culture.

##### Promouvoir une offre culturelle en ligne régulée
Le travail de Pierre Lescure se prononce également en faveur d’une transformation de la régulation des services culturels numériques, marqués par « délinéarisation » et par l’abolition des frontières nationales. En effet, « le cadre réglementaire actuel ignore la notion de service culturel numérique », ce qui nécessite une « révision de la directive SMA ». 
- Proposition n°16 : Plaider pour une révision de la directive SMA permettant d’en clarifier le champ matériel (redéfinition de la "responsabilité éditoriale", prise en compte de la distribution) et le champ géographique (application de la règle du pays de destination, à travers la notion "d’établissement du service").

##### Maintenir et actualiser l’exception culturelle
Enfin, pour conforter l’exception culturelle, le rapporteur sollicite une consolidation de la notion telle que l’a définie l’Organisation Mondiale du Commerce (OMC) en 1994. 

#### Proposer aux publics une offre abordable, ergonomique et respectueuse de leurs droits
Comme le stipulait la lettre de mission d’Aurélie Filippetti, l’acte 2 de l’exception culturelle doit intégrer les revendications des usagers, notamment afin qu’ils se détournent des pratiques illicites. À ce titre, les conclusions des enquêtes et des entretiens menés pour la production de ce document indiquent l’importance « d’améliorer la qualité de l’offre légale ».

##### Favoriser l’émergence d’une offre gratuite ou abordable
Avant tout, l’auteur met en garde contre le développement d’une offre légale gratuite financée exclusivement par la publicité. Selon lui, la viabilité économique de ce modèle n’est pas assurée, entre autres car il « peine à rémunérer correctement les créateurs ». Bien qu’il souligne le contexte budgétaire tendu, son analyse le conduit à penser qu’il faudrait d’une manière ou d’une autre, parvenir à « l’application d’un taux réduit à l’ensemble des services culturels en ligne » afin de garantir « le respect de la neutralité technologique ». Finalement, il sollicite également le développement d’une « offre légale non marchande » sur le modèle de « l’offre numérique en bibliothèque », qui permettrait d’encourager l’émergence de nouvelles pratiques comme le « prêt numérique », pour l’instant interdit par la licence légale.
- Proposition n°21 : Plaider, dans le cadre de la révision de la directive 2006/112/CE, pour la consécration du principe de neutralité technologique, selon lequel un bien ou service doit être assujetti au même taux de TVA, qu’il soit distribué physiquement ou en ligne.

##### Améliorer l’expérience utilisateur et garantir les droits des usagers
Le texte remis au ministère de la culture se montre favorable à l’encadrement des « Mesures Techniques de Protection » (MTP), même s’il avertit qu’elles ont « largement freiné le décollage de l’offre légale de musique en ligne et incité une partie des internautes à se tourner vers le téléchargement illicite ». Pour renforcer leur efficacité, les MTP pourraient être étendues aux logiciels et aux œuvres du domaine public tout en clarifiant le cadre juridique et en développant les « standards ouverts ». 
- Proposition n°27 : Promouvoir l’interopérabilité : clarifier l’articulation entre MTP et interopérabilité ; ouvrir aux associations de consommateurs la possibilité de saisir le régulateur ; encourager à l’utilisation de formats ouverts ; soutenir les initiatives destinées à promouvoir l'interopérabilité des droits numériques ; veiller à une application stricte du droit de la concurrence.

### 2epartie: rémunération des créateurs et financement de la création
Le second axe du rapport se fonde sur une réalité bien connue, à savoir que le « numérique a profondément bouleversé la chaîne de valeur des industries culturelles ». C’est donc pour remédier à la captation des revenus des industries culturelles au profit des industries du numérique que « des mécanismes de compensation doivent être instaurés ».

#### Garantir la rémunération des créateurs au titre de l’exploitation numérique de leurs œuvres

##### Encadrer le partage de la valeur
Au préalable, le spécialiste du secteur souligne que le champ de la rémunération relève de la liberté contractuelle. Toutefois, en raison des rapports de forces parfois déséquilibrés entre les acteurs et de l’absence de transparence, il recommande d’engager des négociations interprofessionnelles, si nécessaire, sous l’observation d’un médiateur représentant de la puissance publique, « de nature à éviter au maximum le recours au juge ».
- Proposition n°30 : Confier au CSA une mission d’observation et d’analyse du partage de la valeur entre producteurs / éditeurs et services en ligne.

##### Consolider la rémunération pour copie privée et anticiper la transformation des usages
Toujours dans la logique des accords collectifs, le document évoque la possibilité d’inventer un dispositif de rémunération qui garantisse « un intéressement juste et équitable » pour l’exploitation des œuvres. L’objectif de cette mesure serait de permettre aux conditions de rémunération de s’adapter aux nouveaux modes d’exploitation que sont par exemple le livre numérique, la musique en streaming, et la vidéo à la demande. Pour compenser le transfert de valeur « au détriment des « contenus » et au profit des matériels », le document suggère de revoir la gouvernance de la commission copie privée. De plus, la transformation des usages conduit Pierre Lescure à formuler une des propositions phare de son étude : « l’instauration d’une taxe sur les appareils connectés ». 
- Proposition n°42 : Clarifier la prise en compte, dans le calcul de la rémunération pour copie privée, des copies effectuées à partir de services de cloud computing (art. L. 311-4 du CPI) ; lancer une étude d’usage permettant d’évaluer précisément la réalité de ces pratiques.

##### Approfondir la réflexion sur la création d’un droit à rémunération au titre du référencement par les moteurs de recherche
La question du transfert de valeur se pose également pour les moteurs de recherche qui « tirent effectivement un bénéfice de la circulation des contenus ». Seulement cette fois, les mécanismes actuels du droit de la propriété intellectuelle ne permettent pas de compenser ce « transfert de valeur » ». En effet, selon la jurisprudence européenne, les moteurs de recherche sont protégés par le régime de responsabilité limitée applicable aux hébergeurs. À ce stade de la réflexion, l’auteur a indiqué sa préférence pour la négociation contractuelle, même s’il a également appelé à la « définition de principes communs ».
- Proposition n°43 : Identifier, parmi les services offerts par les moteurs de recherche et les autres acteurs du référencement, ceux qui doivent donner lieu à autorisation (et, les cas échéant, rémunération) des titulaires de droits, au vu des décisions de la CJUE et des travaux du CSPLA.

#### Renforcer la contribution des acteurs numériques au financement de la création
Avec l’apparition des nouveaux acteurs du numérique, Pierre Lescure souhaite renforcer le principe de l’exception culturelle en rendant le mécanisme de financement de la culture plus contributif.

##### Moderniser le compte de soutien au cinéma et à l’audiovisuel en intégrant les nouveaux acteurs de la diffusion et de la distribution
En ce qui concerne la diffusion et la distribution, plusieurs avancées sont soulignées. Il est vrai que les Fournisseurs d’Accès à Internet (FAI), ou encore les services de vidéo à la demande, et même les vendeurs de DVD, financent la culture par l’intermédiaire du CNC. Malgré ces contributions, « l’adaptation du dispositif aux défis de l’ère numérique reste aujourd’hui imparfaite ». En guise d’amélioration, la réflexion conduite dans le rapport invite les pouvoirs publics à « rétablir l’équité fiscale en comblant les failles existantes », notamment pour les acteurs établis à l’étranger. 
- Proposition n°45 : Combler les failles de la taxe VàD pour rétablir l’équité fiscale : assujettir à la taxe VàD les services de VàD dont le siège est installé hors de France et qui s’adressent aux publics français ; expertiser la faisabilité technique d’une extension de la taxe VàD aux services gratuits financés par la publicité ; étendre la taxe VàD aux distributeurs de SMAD (plateformes vidéo, constructeurs de terminaux connectés, magasins d’applications).

##### Repenser la contribution des opérateurs de télécommunications
Les marges des opérateurs de télécommunications se réduisent sous l’effet de la concurrence des acteurs « over the top », et de la nécessité de financer le passage au haut-débit. Par ailleurs, ils participent également au financement de la culture à travers une taxe assise sur la distribution de services de télévision (TST-D). D’après le rapporteur, « cette contribution doit être repensée », toujours du fait de la transformation des usages. La solution envisagée serait alors d’établir une taxe assise sur le chiffre d’affaires des opérateurs afin d’éviter le contournement de cette mesure par certains d’entre eux… Toutefois, son éventuelle application reste conditionnée aux règles de droit dictées par la Cour de Justice de l’Union Européenne ; en cas de blocage, la TST-D devrait alors être aménagée, en confiant à l’ARCEP le soin de préciser l’assiette et les abattements à appliquer.
- Proposition n°46 : Si la jurisprudence de la CJUE l’autorise, substituer à la TST-D une taxe sur le chiffre d’affaires des opérateurs de télécommunications, dont le taux serait calculé de manière à ne pas alourdir la pression fiscale qui pèse sur eux, et dont le produit serait affecté au compte de soutien à la transition numérique des industries culturelles.

##### Mettre à contribution les fabricants et importateurs d’appareils connectés
L’auteur évoque dans cette partie la création d’une taxe sur les objets connectés distinctes de celle envisagée dans le but d’adapter le mécanisme de rémunération pour copie privée. Elle reposerait sur une assiette plus large incluant également les appareils dépourvus de capacité de stockage. Selon lui, cela permettrait « d’encourager et d’accompagner la transition numérique des industries culturelles ». Pour y parvenir, « la mission propose d’en affecter le produit à un compte d’affectation spéciale (CAS) géré par le ministère de la culture et de la communication ».
- Proposition n°48 : Instaurer une taxe sur les appareils connectés permettant de stocker ou de lire des contenus culturels.

#### Soutenir les nouvelles formes créatives et les nouveaux modes de financement
Dans cette dernière sous-partie, la mission Lescure se penche donc sur les nouveaux modes de financement et évoque le financement participatif ou crowdfunding. Cette technique doit apporter « une réponse à l’effet de ciseau qui voit le nombre de créateurs et de projets créatifs croître constamment, tandis que les industries culturelles traditionnelles réduisent leurs investissements ». En exemple la mission cite notamment les plateformes kisskissbankbank et Mymajorcompany.
- Proposition n°53 : Clarifier le cadre juridique applicable à la finance participative et le statut fiscal des contributions collectées par les plateformes de crowdfunding.

### 3epartie: protection et adaptation des droits de propriété intellectuelle
Au cours de la troisième partie, le document commandé par Aurélie Filippetti revient sur la notion de droit d’auteur, qu’il caractérise comme « l’expression d’un compromis social entre les droits des créateurs et ceux des publics ». 

#### Réorienter la lutte contre le piratage en direction de la contrefaçon lucrative
Si l’auteur rappelle que les « pirates » auraient tendance à consacrer aux loisirs culturels des dépenses plus importantes que la moyenne des publics », il dénonce également l’impact de leurs pratiques sur le marché de la culture. En effet, la multiplication des échanges rendue possible avec le développement d’Internet a eu pour corollaire la généralisation des « pratiques portant atteinte à la propriété littéraire et artistique (…) regroupées sous le terme générique de « piratage » ». Malgré ce paradoxe, il apparait que la gratuité des téléchargements rend « difficile de promouvoir une offre légale assurant une juste rémunération des créateurs »... Pour concilier ces apparentes contradictions l’auteur propose plusieurs méthodes afin d’adapter les droits d’auteur.

##### Approfondir la réflexion sur les échanges non marchands
Après avoir envisagé l’attrait des échanges non marchands, qui « favoriserait l’accès de tous à l’ensemble des contenus culturels disponibles en ligne et valoriserait la notion de partage désintéressé », la mission énumère les nombreux obstacles juridiques et économiques qui rendent cette solution très incertaine. D’abord, sur le plan juridique, le partage non marchand s’oppose évidemment au droit européen et aux engagements internationaux de la France. Ensuite, d’un point de vue économique, l’alternative visant à « déconnecter le paiement et les usages culturels en ligne en instaurant une forfaitisation » serait assurément injuste pour certains usagers, et probablement très couteuse pour l’ensemble des internautes. L’auteur rappelle néanmoins « qu’aucun modèle ne doit être écarté » et invite à poursuivre la réflexion… 
- Proposition n°54 : Approfondir la réflexion sur la légalisation des échanges non marchands, afin d’en préciser les contours et de définir les modalités de leur reconnaissance juridique.

##### Alléger le dispositif de réponse graduée
Dans le rapport, la riposte graduée n’apparait pas disproportionnée, au contraire l’analyse a posteriori montre que son « caractère répressif a été en partie exagéré ». En revanche, elle présente également un bilan mitigée selon les rédacteurs de l’étude. En effet, si le téléchargement en peer-to-peer (P2P) a effectivement été réduit, la progression de la consommation licite n’a pas été aussi importante qu’on aurait pu attendre. Autrement dit, l’offre légale aurait été supplantée par de nouvelles formes de consommation illicite. Les conclusions de cette partie incitent donc à maintenir et alléger la riposte graduée de trois façons. Premièrement, elles suggèrent d’abroger la peine de suspension de l’abonnement Internet, de dépénaliser les sanctions, et enfin de réduire le montant de la sanction pécuniaire… Pour ces raisons, « il ne semble pas souhaitable de maintenir une autorité administrative indépendante dont l’activité se limiterait à la lutte contre le téléchargement illicite ». Ainsi, la mission Lescure propose de confier la riposte graduée au CSA, qui devrait alors renforcer la pédagogie et la sensibilisation du public.
- Proposition n°56 : Alléger le dispositif de réponse graduée : renforcer la phase pédagogique, supprimer la sanction de suspension de l’accès Internet, dépénaliser la sanction et en réduire le montant, et faire de l’obligation de sécurisation une obligation de moyens.
- Proposition n°57 : Confier au CSA la mise en œuvre de la réponse graduée ainsi allégée, afin d’inscrire la protection du droit d’auteur dans une politique globale de régulation de l’offre culturelle numérique.

##### Renforcer la lutte contre la contrefaçon lucrative
Pour combattre la contrefaçon lucrative, l’arsenal pénal est déjà en place mais certains délinquants du web continuent de percevoir des profits « générés par les paiements des utilisateurs et par les revenus publicitaires ». En effet, le manque de collaboration entre les États permet à certains de contourner les sanctions, c’est pourquoi Pierre Lescure et ses équipes proposent désormais d’impliquer les intermédiaires techniques et financiers, une manière de « promouvoir, tout en l’encadrant, une autorégulation ». Elle concernerait alors aussi bien les hébergeurs, les moteurs de recherches, que les acteurs de la publicité en ligne et les fournisseurs d’accès à internet.
- Proposition n°62 : Promouvoir, à l’échelle européenne, une réflexion d’ensemble sur le rôle des intermédiaires de l’Internet dans la prévention et la cessation des comportements délictueux ou criminels sur Internet.
- Proposition n° 63 : Encourager la prise en compte, dans les conditions générales d’utilisation des services d’hébergement, de la protection des droits de propriété intellectuelle.

#### Adapter le droit de la propriété intellectuelle aux usages numériques
Une fois avoir acté l’impossibilité de la légalisation des échanges non marchands, le document ambitionne tout de même de « donner aux rapports culturels non marchands un cadre juridique approprié ».

##### Moderniser les exceptions au droit d’auteur
À l’origine, des « exceptions aux droits exclusifs des créateurs ont été conçues pour stimuler la création », mais les dispositions prises par le passé n’apportent plus la sécurité juridique suffisante pour atteindre cet objectif. Dans ce chapitre, deux cas précis font l’objet de propositions : les pratiques de « création transformative » concernant les œuvres composites, mais aussi celles qui visent à « favoriser la diffusion des œuvres et la transmission de la culture ». En premier lieu, l’auteur souhaite une clarification du statut juridique des œuvres composites et propose trois mesures concrètes : le développement des licences libres, faciliter l’accès aux métadonnées qui permettent d’identifier les titulaires de droits, et enfin une adaptation des accords conclus entre les sociétés de gestion collective et les plateformes de partage de contenus. 
Qui plus est, la mission envisage de nouvelles exceptions qu’elle qualifie de « pédagogique » d’une part, et qui s’appliquerait alors au monde de l’enseignement, et de « handicap » d’autre part, qui permettrait de s’assurer que les personnes atteintes de handicaps puissent bénéficier des avantages du numérique, conformément aux dispositions déjà en vigueur.
- Proposition n°70 : Redéfinir l’exception pédagogique pour y intégrer les usages numériques, sans préjuger de l’évolution des pratiques pédagogiques et des outils techniques, ni entraver les pratiques collaboratives.
- Proposition n°73 : Assurer l’effectivité de l’exception handicap

##### Protéger et valoriser le domaine public numérique
Si le numérique représente à bien des égards de formidables opportunités, les travaux présentés à la ministre de la culture mettent en garde contre « des phénomènes de réappropriation qui sont susceptibles d’entraver, au lieu de libérer, la circulation des œuvres du domaine public ». L’auteur évoque notamment des mesures techniques de protection apposées aux œuvres du domaine public qui finissent par freiner leur diffusion ; de même la numérisation des œuvres réalisée avec des fonds privés amène parfois à accorder des exclusivités commerciales à des firmes qui sont ensuite en mesure de restreindre l’utilisation des œuvres du domaine public.
Avec cette réalité, il arrive que la simple reproduction numérique permette à certains acteurs de revendiquer de nouveaux droits exclusifs. Pour éviter cet écueil, la solution la plus simple consisterait à « encadrer le recours aux partenariats public-privé (…) conformément aux principes de l’Open Data ».
- Proposition n°75 : Valoriser le domaine public numérique sans en restreindre la diffusion : encadrer les exclusivités prévues dans les partenariats public – privé de numérisation ; encourager des politiques de valorisation fondées sur l’éditorialisation et sur les services à valeur ajoutée.

##### Mieux reconnaître les licences libres
Enfin, le rapport Lescure plaide également pour une meilleure reconnaissance des licences libres, c’est-à-dire un « exercice du droit commun de la propriété intellectuelle (…) fondée sur une logique contractuelle ». Jusqu’à présent, l’auteur souligne que ces nouvelles pratiques ont été « codifiées par des réseaux associatifs ou institutionnels (Open Knowledge Foundation, Creative Commons…) ». Vigilant quant à la possibilité d’éventuelles contradictions avec les règles de la gestion collective des droits, le rapport souhaite renforcer leur cadre juridique et créer des incitations pour « les bénéficiaires de subventions publiques à placer une partie de leurs œuvres sous ce régime ».
- Proposition n°78 : Promouvoir l'utilisation de licences libres dans les projets bénéficiant de subventions publiques, par exemple en fixant un quota minimal d’œuvre s devant être mis à disposition sous licence libre.

#### Faciliter l’accès aux métadonnées
Déjà évoquées lorsqu’il a été envisagé de moderniser le droit d’auteur, les métadonnées sont les informations qui caractérisent un contenu, comme son poids, son auteur, où sa date de publication. Désormais, elles sont considérées comme stratégiques pour « la protection des droits et la juste rémunération de l’ensemble des acteurs de la chaîne de création ». C’est la raison pour laquelle il conviendrait de les rendre plus accessibles, mais également d’éviter leur dispersion ainsi que le cloisonnement des bases de métadonnées.
- Proposition n°80[12] : Conditionner toute aide publique à la production et à la numérisation à la fourniture des métadonnées respectant le format proposé par le gestionnaire du registre.